# Бульвар Мулявина
Бульвар Мулявина — бульвар в центре Минска (Советский административный район).

## Описание
Находится между пр. Независимости и Золотой Горкой.
На бульваре находится Белорусская государственная филармония (её адрес — пр. Независимости, 50), где Владимир Мулявин долгое время работал.

## История
Историческое название — Деревообделочная улица, с 1965 года бульвар Луначарского. В 2004 году был переименован в честь Владимира Мулявина, основателя ВИА «Песняры».